# 호시누노촌
호시누노촌(干布村)은 야마가타현 미나미오키타마군에 설치되었던 촌이다.